# 歐陽文 (臺灣)
歐陽文（1924年—2012年3月20日），出生於嘉義市，西畫家、攝影家、臺灣白色恐怖時期受害者。

## 生平
1924年（大正13年），歐陽文出生於嘉義一個醫生世家，自小就喜愛繪畫、攝影，少年時在嘉義公園目睹陳澄波作畫，因此起立志當畫家。公學校畢業後，他在早稻田大學文科（預科）就讀，還至當地的畫院學習繪畫。1943年，歐陽文畢業返台後，向陳澄波學油畫，獲贈畫作《玉山遠眺》。
1945年（民國34年），第二次世界大戰結束，他任教於嘉義崇文小學，曾擔任嘉義市國民學校視導委員的藝術科指導員、中小學美術比賽評審員。1946年至1948年，他分別以《杉池》、《山》及《全臺首學》作品參加台灣省美術展覽會西畫類。

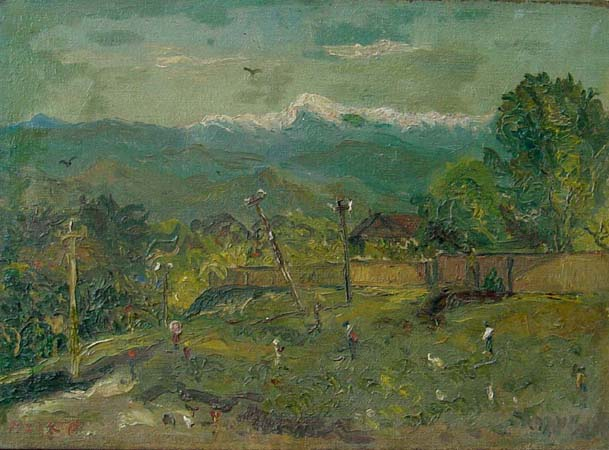
陳澄波送給歐陽文的《玉山遠眺》。

二二八事件爆發，歐陽文參加嘉義三二事件，和嘉義民兵包圍嘉義水上機場。陳澄波被殺後，其妻子通知歐陽文逃亡，因而從嘉義到台南永福國小教美術，和葉石濤同事，並先後在1950年代被捕。1950年，28歲的歐陽文在永福國小宿舍被捕，送至軍法處，涉及吳坤煌等判亂案，並被指為「陳澄波的同路人」、中國共產黨員，判刑12年。
在軍法處羈押期間疑似遭到「活體解剖」的酷刑虐待。其女歐陽煇美描寫他父親在未施以任何麻醉藥的情況下進行手術教學觀摩，讓他幾乎昏死過去，但仍清楚聽見腸子被用力拉出的聲響。術後亦未給予任何消炎止痛劑，聲稱自然會好，任其自生自滅。
歐陽文被捕後，房子被侵占沒收，陳澄波於1927年所畫的《玉山遠眺》就隨同私人物品被丟棄在野外，後來被歐陽文妻子偷偷拾回。

### 坐牢時
到火燒島後，歐陽文被選為政治處公差，負責拍攝長官和國外貴賓訪視綠島。他這時對綠島人文風情有攝影的念頭，當時島上尚無相館。一次時任國防部總政戰主任的蔣經國巡視火燒島監獄，被指派為攝影師的歐陽文，以讓總政戰主任離島時就能拿照片的理由說服某政治處人員，准許建立簡易暗房。事後，歐陽文被稱讚為「克難英雄」；而該名政治處人員第二年獲選「國軍克難英雄」。歐陽文趁攝影長官之時，藉機拍島上的人文風情，為四、五零年代的火燒島留下記錄照片，直到1994年陳水扁當選台北市長時，照片才首次曝光。

### 出獄後
出獄後的歐陽文仍被警備總部監控，求職到處碰壁，曾從事鋪柏油路或油漆等工作。後來，他從事商業廣告攝影，曾任清華廣告事業人像攝影師。
1987年解嚴後，歐陽文重拾畫筆，最先畫的是火燒島與二二八。油畫個展有「屠殺後的重生」、「新的喜悅─火燒島之歌」、「勇敢的台灣人」、「抵抗的美學」、「悲情昇華」、「歷史現場與圖像」、「悲慟中的堅毅與昇華」、「凝視台灣」等。在「台灣人的悲哀」系列畫作後，轉變心境，展現對於未來的願景
，台灣百合、台灣水牛成為此時期他畫作的代表。他說：「我必須日夜不停得畫，以我的畫筆記錄我們那一代台灣人的悲哀與抵抗。」2006年，綠洲山莊展出他拍攝的綠島照片。2011年綠島人權藝術季的主照片，採用他拍攝綠島女子牽牛車的《歸途》。
2012年3月20日，歐陽文於台北病逝。

## 身後
2013年2月2日，「陳澄波日」，歐陽文妹歐陽鍾、子女歐陽利彥、歐陽煇美贈送父親畫作《山》及《嘉義公園》給嘉義市政府。其中《嘉義公園》是歐陽文追隨老師陳澄波在嘉義公園的寫生作品。
2015年3月20日，歐陽文逝世三週年，國家人權館籌備處發表記錄歐陽文一生的《人權與藝術鬥士─歐陽文生命故事》，分〈童年與家庭背景〉、〈學藝歷程與思想萌芽〉、〈二二八事件與衝擊〉、〈追捕與審判〉、〈綠島監獄風雲〉、〈出獄後的生活〉、〈解嚴後重拾畫筆〉、〈永遠綻放的百合〉，共八章。
新書發表會現場還展出其八幅畫作，有1948年入選全省美展的《全臺首學》、1997年描畫早年綠島人生活的《哺乳》、《打魚回來》、以台灣原生百合象徵自由和平與公義社會理想的《從黑夜到光明》，以及2012年他生前最後一幅未完成的畫作手稿《七顛八起的不倒翁》等。

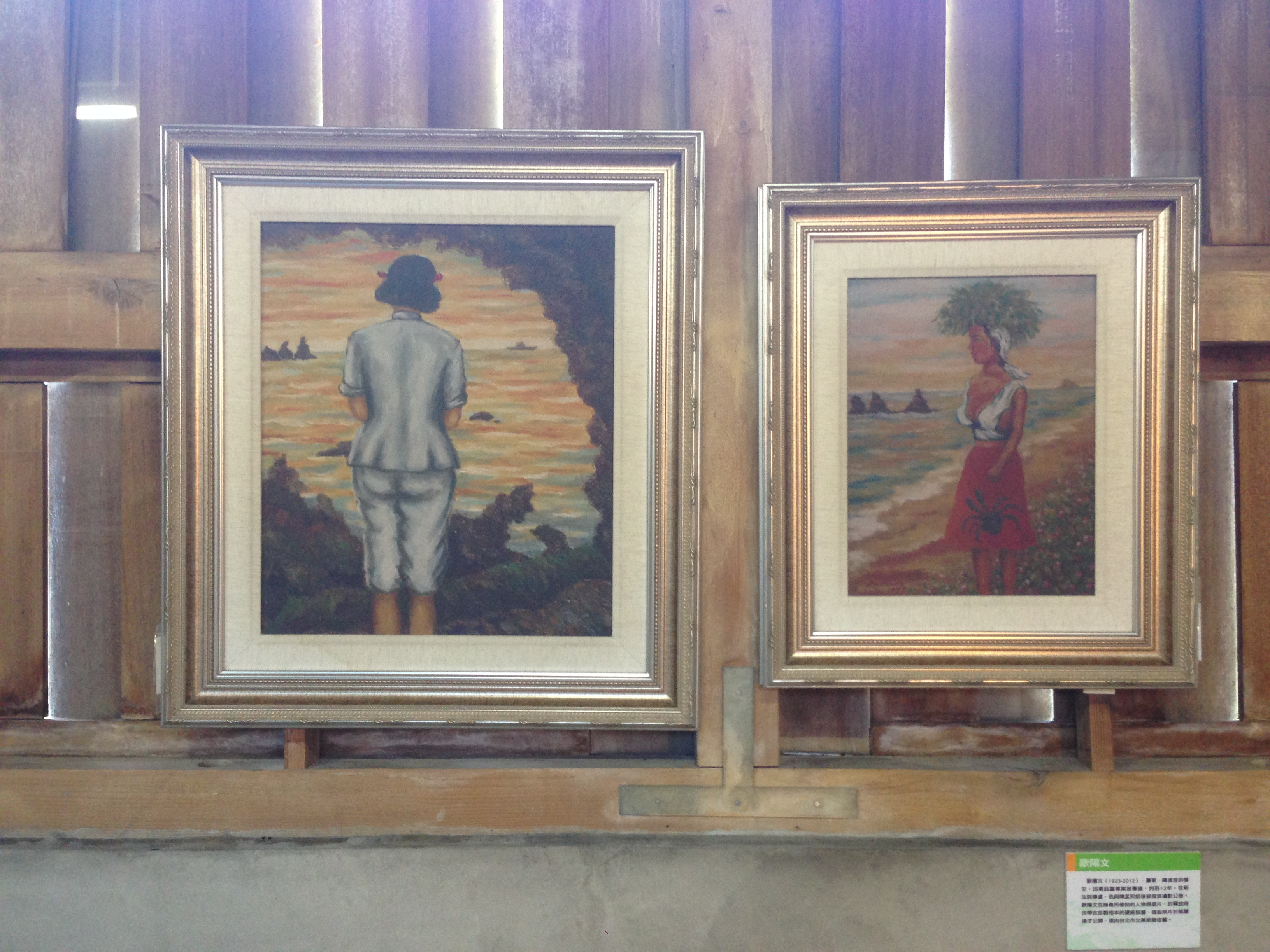
綠島人權文化園區新生訓導處第三大隊展示區歐陽文畫作

## 逸事
歐陽文送火燒島監禁前夕，在獄中因盲腸炎送到軍醫院開刀，恰逢在醫院巡視病人的蔣宋美齡並受到慰問。